# مارفين ستيفانياك
مارفين ستيفانياك (بالألمانية: Marvin Stefaniak)‏ (3 فبراير 1995 بهويرسفيردا في ألمانيا - ) هو لاعب كرة قدم ألماني في مركز الوسط. شارك مع منتخب ألمانيا تحت 17 سنة لكرة القدم ومنتخب ألمانيا تحت 20 سنة لكرة القدم. أما مع النوادي، فقد لعب مع دينامو دريسدن.

## وصلات خارجية
- مارفين ستيفانياك على موقع قاعدة بيانات كرة القدم.إي يو (الإنجليزية)
- مارفين ستيفانياك على موقع بيانات كرة القدم. دي إي (الألمانية)
- مارفين ستيفانياك على موقع Soccerway.com (الإنجليزية)
- مارفين ستيفانياك على موقع عالم كرة القدم.نت (الإنجليزية)